# Los Caños de Meca

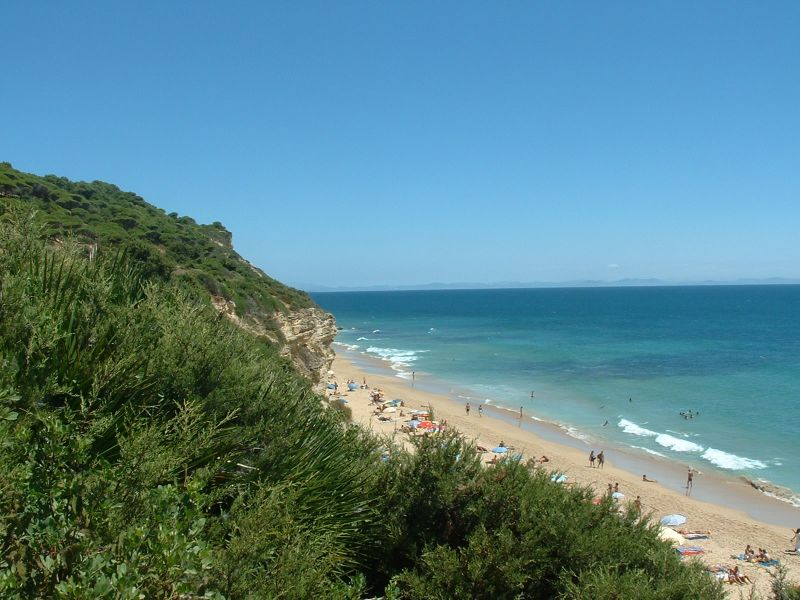
Playa de Los Caños de Meca

Los Caños de Meca és una localitat de Barbate, en la província de Cadis (Espanya), situada 8 km al nord-oest de Barbate, 8 km al sud-est de Conil de la Frontera i 14 km al sud de Vejer de la Frontera.
En l'actualitat és una localitat eminentment turística mercè les seves platges, algunes de les quals són nudistes, que s'estenen des del Cap Trafalgar fins als penya-segats de La Breña. El cap està protegit dins del parc natural del Tómbolo de Trafalgar, mentre que els penya-segats formen part del Parc Natural de la Breña i Marismas del Barbate, juntament amb la pineda que cobreix la seva part superior i una franja marítima. Les platges del Cap Trafalgar són obertes i en un terreny pla, amb sorra fina i formació de dunes, encara que esquitxades d'esculls.
Cap a l'est, en el nucli de població, el terreny comença a elevar-se formant platges més petites, protegides per parets de roca. Finalment, conforme s'eleva el penya-segat de La Breña, es conformen cales més petites, l'accés a les quals només és possible en marea baixa i només fins a la Cala Verde. Des del nucli de població fins als penya-segats apareixen els famosos Caños que donen nom a la zona. Es tracta de surgències d'aigua dolça en la paret del penya-segat de diferent cabal, des de petites humitats en la paret rocallosa fins a importants corrents, que varien molt segons l'estació de l'any i l'època de pluviositat. El més important, el Caño Grande, es troba gairebé al final de la zona de penya-segats, amb un accés molt complicat i només en marea baixa.